# Kongerslev
Kongerslev is een plaats in de Deense regio Noord-Jutland, gemeente Aalborg. De plaats telt 1337 inwoners (2008).
- Library of Congress Control Number: n81007632
- Nationale Bibliotheek van Israël: 987007548032705171
- Virtual International Authority File: 140724000